# Ред и закон: Одељење за специјалнe жртве (22. сезона)
Двадесетдруга сезона серије Ред и закон: Одељење за специјалне жртве је премијерно емитована на каналу НБЦ од 12. новембра 2020. до 3. јуна 2021. године. Сезону су продуцирали "Wolf Entertainment" и "Universal Television". Директор серије је Ворен Лајт. Сезона је премијерно приказана 12. новембра 2020. и садржи само 16 епизода због пандемије вируса "Корона" у Сједињеним Државама што је чини најкраћом у серији. Сезона је завршена 3. јуна 2021. године.

## Продукција

### Развој
Ред и закон: Одељење за специјалне жртве је обновљен за своју двадесет другу сезону 27. фебруара 2020. Сезона означава повратак бившег члана главне поставе Мелони као Елиота Стаблера од краја 12. сезоне. Мелони глуми у новом огранку Ред и закон: Организовани криминал. Очекивало се да ће се појавити на почетку двадесет друге сезоне, али је због пандемије вируса "Корона" у Сједињеним Државама премијера огранка померена за 2021. годину чиме је одложен његов повратак до средине сезоне.
У светлу пораста свести о полицијској свирепости према људима због боје коже и родним немирима у Америци, директор серије и извршни продуцент Ворен Лајт рекао је да прави промене у сценаристичкој екипи ОСЖ-а, наводећи да ће „промене почети да се дешавају у ТВ серијама појединачно. Осим што је довео нове људе, међу којима су и обојени људи и они који имају обимну прошлост која покрива и пишу о злочину у Њујорку, Лајт је рекао да су се „[Они] јако трудили у последњих годину дана да покажу како сталеж и род утичу на исходе правде у друштву, али почињем да сумњам да "стварно тешко" није било довољно. Ово мора да буде тренутак у коме се људи осећају непријатно, где људи на власти морају да се осећају непријатно".
Дана 6. октобра 2020. објављено је да ће Демор Барнс бити унапређен у главну поставу као заменик начелника Кристијан Гарланд после епизодног појављивања у претходној сезони.

### Снимање
Снимање сезоне почело је у понедељак 14. септембра 2020. Два дана пре тога, Харгитејева је објавила две слике на свом Инстаграму на којима глумци и екипа ОСЖ-а читају сценарио премијерне епизоде преко Зум-а и сам сценарио са насловом епизоде, „Сети ме се у карантину“. Дана 14. септембра, Харгитејева је објавила још две слике на свом Инстаграму, на једној је приказана екипа и чланови глумачке поставе док чекају у реду да добију тестове на "Корону", а на другој она у фотељи за шминкање са гардеробером и шминкером како ради њену косу и шминку. "NBCUniversal" је развио свеобухватан приручник за повратак на посао који прате све серије тог друштва. То укључује смањење сати смена и додавање дана снимањима како би се прилагодили строгим протоколима око "Короне". Дана 27. априла 2021. завршено је снимање двадесет друге сезоне.

### Приче
Двадесет друга сезона бавила се пандемијом што је довело до извештаја о повећању породичног злостављања у Њујорку. „Одразићемо Њујорк у пандемији“ и „шта се дешава са неким ко је сексуално нападнут током врхунца епидемије корона вируса“, рекао је директор серије и извршни продуцент Лајт. Пандемија је имала непосредан утицај на глумачку екипу и екипу пошто је серија изгубила члана одељења за костиме Џоша Волворка који је преминуо у 45. години од компликација услед вируса "Корона".
Лајт је за ТВ Доушник рекао да је у шестом месецу, колико је серија последњи пут снимљена (март 2020), Њујорк „град који је изгубио веру у њујоршку полицију и тужилаштво“ и да епизода премијере сезоне почиње нападом у Централном парку који се „брзо претвара у родно неуравнотежено стање и [одељење] се суочава с тим како њихова сопствена родна пристрасност утиче на њихово расуђивање“. Након случаја о насиљу у породици, епизода „Сети ме се у карантину“ окреће се ономе што се дешава након продужене друштвене изолације и карантина због "Короне" — или како је рекао Лајт, „колико су људи близу својих преломних тачака“. Он је такође рекао за ТВ Доушник „надамо се да ћемо вратити неке [више] прошлих сталних играча ове сезоне“, поред Кристофера Мелонија који ће се појавити у овој сезони.

Очекује се да ће серија такође покривати полицијску свирепост према Афроамериканцим, након убиства Џорџа Флојда од стране полицајца и потоњих глобалних протеста. Лајт је још у јуну 2020. рекао да ћемо „пронаћи пут да испричамо причу. Вероватно ће наши полицајци и даље покушавати да ураде праву ствар, али ће им бити теже и они ће разумети зашто је то тешко за њих“. Према члану главне поставе Ајсу Тију сценаристи су били "дирнути овим" догађајем и он мисли да је њихова осећајна повезаност са њим 
| „ | ...ће се појавити у њиховом писању. Ово је било превише свирепо. То је оно што они називају преломном тачком. Ово је тачка на којој људи говоре: 'Доста!' Ово је битка за човечанство и људска права, не боре се црно-бели, знате. | ” |

## Улоге

### Главни
- Мариска Харгитеј као Оливија Бенсон
- Кели Гидиш као Аманда Ролинс
- Ајс Ти као Фин Тутуола
- Питер Сканавино као Доминик Кариси мл.
- Џејми Греј Хајдер као Катриона Тамин
- Демор Барнс као Кристијан Гарланд

### Епизодни
- Кристофер Мелони као Елиот Стаблер (Епизоде 9, 13 и 16)
- Тамара Тјуни као др. Мелинда Ворнер (Епизоде 3 и 13)
- Раул Еспарза као ПОТ Рафаел Барба (Епизода 4)

## Епизоде
| Бр. у серији | Бр. у сезони | Наслов                            | Редитељ           | Сценариста | Премијерно емитовање | Прод. код | Гледаоци у САД-у (милиони) |
| --- | ------------ | --------------------------------- | ----------------- | --- | -------------------- | --------- | -------------------------- |
| 479 | 1            | "Чувари и гладијатори (1. део)"   | Ноберто Барба     | Синопсис: Брендан Фини, Денис Хамил и Монет Хрст-Мендоза Сценарио: Ворен Лајт и Џули Мартин                            | 12. новембар 2020.   | 2201      | 3.02                       |
| Одељење за специјалне жртве је позвано пошто је црнац оптужен за сексуални напад на мушкарца и узнемиравање жене и њеног сина у Централном парку. Упркос томе што је оптужен, човек тврди да је невин. Када су пронађени нови осумњичени, невини човек је ослобођен оптужби, али убрзо подноси тужбу против Одељења за специјалне жртве што убрзо отежава случај јер заједница губи поверење у полицију. |              |                                   |                   | |                      |           |                            |
| 480 | 2            | "Балада о Двајту и Ирени"         | Марта Мичел       | Синопсис: Брендан Фини и Џули Мартин Сценарио: Брендан Фини и Монет Хрст-Мендоза                                       | 19. новембар 2020.   | 2202      | 2.95                       |
| Када је један дечак пронађен са модрицама у школи, а његова мајка онесвешћена и претучена у стану, Одељење за специјалне жртве је позвано да истражи случај највероватније насиља у породици и злостављања детета од стране мајчиног дечка у коме је дете било главна мета злостављања. Ствари су добиле изненадан обрт када је злостављач убијен, а дечак признао убиство, али ствари нису онакве какве изгледају. Са друге стране, Тутуола се бори са давањем исказа о случају који је раније водио када је смртно ранио у човека док га је његов син посматрао. |              |                                   |                   | |                      |           |                            |
| 481 | 3            | "Сети ме се у карантину"          | Хуан Кампанела    | Џули Мартин и Ворен Лајт                                                                                               | 3. децембар 2020.    | 2203      | 4.18                       |
| Одељење за специјалне жртве је замољено за помоћ од стране италијанске полиције када је пријављен нестанак младе Италијанке пре месец дана. Када је жена пронађена мртва, сумња је пала на њеног незрелог цимера који је волео да прави журке и растурача дроге који је направио журку у ноћи када је жена нестала, али се ни један ни други не сећају те ноћи. У међувремену, цела екипа је почела да губи стрпљење због полицијског часа и карантина јер се пандемија вируса "Корона" наставила.                                                                 |              |                                   |                   | |                      |           |                            |
| 482 | 4            | "Тама у дивљини"                  | Ноберто Барба     | Мет Клипка, Денис Хамил, Џули Mартин и Ворен Лајт                                                                      | 7. јануар 2021.      | 2204      | 3.86                       |
| У Новогодишњој ноћи, Одељење за специјалне жртве је присиљено да истражи могућу отмицу девојке у пубертету. Када је она пронађена силована, њен отац је убио силоватеља. Кариси је оптужио оца, али је сазнао да га заступа бивши ПОТ Рафаел Барба. У међувремену, Тутуола намерава да запроси некадашњу колегиницу са којом се забављао, али га је ухватила живчаница због тога како ће она одговорити. |              |                                   |                   | |                      |           |                            |
| 483 | 5            | "Напали ме, будимо сами"          | Хуан Кампанела    | Синопсис: Монет Хрст-Мендоза, Викторија Полак, Џули Мартин и Ворен Лајт Сценарио: Викторија Полак и Монет Хрст-Мендоза | 14. јануар 2021.     | 2205      | 3.83                       |
| Одељење за специјалне жртве је позвано након што је порно глумица силована током преноса уживо. Детективи су убрзо открили да је силоватељ један од њених гледалаца. Како је случај текао даље, силоватељево узнемиравање и опседнутост према жртве се повећало што је уплашило детективе. У међувремену, Таминин и Карисијев сукоб достигао је нови ниво јер су се сукобили око случаја. |              |                                   |                   | |                      |           |                            |
| 484 | 6            | "Дуга рука сведока"               | Марта Мичел       | Синопсис: Денис Хамил и Ворен Лајт Сценарио: Денис Хамил и Мајкарн Клули                                               | 21. јануар 2021.     | 2206      | 3.74                       |
| Када је један моћан судија одбацио случај силовања и најавио да ће се кандидовати за државног тужиоца Њујорка, Кариси је почео да истражује његова ранија полна напаствовања. Међутим, он и остатак Одељења за специјалне жртве имају тешкоћа да наведу неке жртве да дају исказ пошто им је каријера угрожена. |              |                                   |                   | |                      |           |                            |
| 485 | 7            | "Лов, клопка, силовање и пуштање" | Батан Силва       | Синопсис: Кети Доби и Монет Хрст-Мендоза Сценарио: Кети Доби и Џули Мартин                                             | 18. фебруар 2021.    | 2207      | 4.13                       |
| Одељење за специјалне жртве сарађује са бившом детективком Одељења за тешка кривична дела Керолин Барек која је сада поручница Броншког ОСЖ-а на случају низног силовања који се протеже у оба града. Њихову чврсту сарадњу ометају полицијске малверзације и недоследан начин рада. |              |                                   |                   | |                      |           |                            |
| 486 | 8            | "Може једино овако"               | Марта Мичел       | Синопсис: Мајкарн Клули и Кети Доби Сценарио: Брајана Јелен                                                            | 25. фебруар 2021.    | 2208      | 3.78                       |
| Док Бенсон излази на крај са породичним хитним случајем у вези са Ноом, одељење за специјалне жртве покушава да помогне двема сестрама да се опораве пошто је једна од њих силована под претњом пиштољем док је друга била присиљена да гледа што се десило 2000. године када су обе биле у пубертету. У међувремену, Тами је рођака замолила за помоћ пошто ју је силовао супруг, а жртва силовања од пре седам година се поново појавила јер је потребна Финова помоћ и жели да се затвори њен силоватељ, али можда ће добити више од онога за шта се цењкала.   |              |                                   |                   | |                      |           |                            |
| 487 | 9            | "Повратак разблудног сина"        | Хуан Џ. Кампанела | Ворен Лајт и Џули Мартин                                                                                               | 1. април 2021.       | 2209      | 8.03                       |
| Детектив Елиот Стаблер се вратио у Њујорк након неколико година одсуства и открива да му је породица доведена у опасност. Поново се повезао са Бенсоновом како би пронашао починиоца док покушава да се помири са њом, али Одељење за специјалне жртве није потпуно убеђено да се он променио. |              |                                   |                   | |                      |           |                            |
| 488 | 10           | "Добродошли у преноћиште Педо"    | Џин де Сегонзек   | Синопсис: Денис Хамил Сценарио: Денис Хамил, Џули Мартин и Ворен Лајт                                                  | 8. април 2021.       | 2210      | 4.89                       |
| Када је девојка у пубертету пронађена убијена близу куће за сексуалне преступнике, Одељење за специјалне жртве је прво посумњало на њену сарадницу Лони Листон, робијашицу на условној која живи у тој кући. Међутим, преступници су узели закон у своје руке и линчовали Лони, не знајући да је Лони све намештено. У међувремену, Ролинсин отац је имао мождани удар. |              |                                   |                   | |                      |           |                            |
| 489 | 11           | "Наши речи се неће чути (2. део)" | Батан Силва       | Мелоди Купер | 15. април 2021.      | 2211      | 4.73                       |
| Бенсонова се суочила на суду са случајем у вези Џејвона Брауна који би могао да јој дође посла. ОСЖ помаже једној активисткињи да пронађе несталу сестру. У међувремену, Бенсонова и Гарланд заједнички раде на променама у МУП-у, а Кат је постигла напредак пошто је из службенице унапређена у детективку. |              |                                   |                   | |                      |           |                            |
| 490 | 12           | "У години у којој ћемо сви пасти" | Џин ДеСегонзек    | Синопсис: Џули Мартин и Ворен Лајт Сценарио: Џули Мартин, Ворен Лајт и Кети Доби                                       | 22. април 2021.      | 2212      | 4.50                       |
| Живот месне власнице једне гостионице окренуо се наглавачке пошто је пропатила јер је за годину дана имала неколико смртних случајева и суноврата због Короне па је у свом пословном објекту узела таоце. Бенсонова покушава да смири стање када је дошла тамо, али је у току тога отворила неке своје старе ране. У међувремену, Ролинсовој је отац имао мождани удар, а Кариси је одлучио да јој се нађе. |              |                                   |                   | |                      |           |                            |
| 491 | 13           | "Пљачка у Мулину"                 | Батан Силва       | Синопсис: Брендан Фини и Брајана Јелен Сценарио: Ворен Лајт и Џули Мартин                                              | 13. мај 2021.        | 2213      | 4.45                       |
| Неколико богаташа пронађено је мртво пошто их је тројац жена дрогирао лошим примерком Љубичасте чаролије што је довело Бенсонову до напретка у случају смрти њеног брата Сајмона. |              |                                   |                   | |                      |           |                            |
| 492 | 14           | "Дипломирани психопата"           | Ноберто Барба     | Синопсис: Брајана Јелен и Мајкарн Клугли Сценарио: Брајана Јелен и Ворен Лајт                                          | 20. мај 2021.        | 2214      | 4.33                       |
| Када је Хенри Меснер пуштен из поправног дома после осам година, Ролинсова и екипа ОСЖ-а се боје да због свог понашања може бити опасан по друге. |              |                                   |                   | |                      |           |                            |
| 493 | 15           | "Шта све може да се деси у мраку" | Џин де Сегонзек   | Мајкарн Клули | 27. мај 2021.        | 2215      | 4.38                       |
| Гарландов сусед је пронађен повређен на једном градилишту, а Бенсонова помаже у истрази случаја насиља у породици, али одељење је ископало још неке ствари када је жртвина супруга означена као могући кривац. |              |                                   |                   | |                      |           |                            |
| 494 | 16           | "Вукови у овчијој кожи (3. део)"  | Ноберто Барба     | Синопсис: Кети Доби и Кристијан Тајлер Сценарио: Денис Хамил, Џули Мартин и Ворен Лајт                                 | 3. јун 2021.         | 2216      | 4.23                       |
| Одељење за специјалне жртве ради како би помогло самохраној мајци искоришћаваној за пружање сексуалних услуга у замену за леп стан. Док су истраживали, они су открили да је она и жртва трговине робљем и морају да је убеде да сарађује са њима како би пронашли осумњичене који су је продавали. У међувремену, Фин и Фиби праве свадбу. |              |                                   |                   | |                      |           |                            |